# اسینگتون
اسینگتون (به انگلیسی: Assington) یک روستا و محله مدنی در بریتانیا است که در بابرک واقع شده‌است. اسینگتون ۴۰۲ نفر جمعیت دارد.